# Freddie Jones
Frederick Charles "Freddie" Jones, född 12 september 1927 i Longton i Stoke-on-Trent i Staffordshire, död 9 juli 2019 i Bicester i Oxfordshire, var en brittisk skådespelare. Jones har bland annat medverkat i Wild at Heart, Taran och den magiska kitteln, Morden i Midsomer och Hem till gården.
Han är far till skådespelaren Toby Jones.

## Filmografi i urval
- 1967 – The Avengers (TV-serie)
- 1967 – Fjärran från vimlets yra
- 1968 – Helgonet (TV-serie)
- 1968 – Cold Comfort Farm (TV-serie)
- 1973 – Alice i Spegellandet (TV-film)
- 1977 – Nicholas Nickleby (TV-serie) (Miniserie)
- 1977 – Duchess of Duke Street (TV-serie)
- 1978 – Borgmästaren (TV-serie)
- 1978 – Pennies From Heaven (TV-serie)
- 1980 – Elefantmannen
- 1983 – Och skeppet går
- 1983 – Krull
- 1984 – Dune
- 1985 – Taran och den magiska kitteln (röst)
- 1985 – Tempelmysteriet
- 1985 – Adrian Moles hemliga dagbok (TV-serie)
- 1987 – Unge Adrians lidanden (TV-serie)
- 1987 – Vanity Fair (TV-serie)
- 1988 – The Return of Sherlock Holmes (TV-serie)
- 1990 – Wild at Heart
- 1990 – Pappa Stalins farväl (TV-film)
- 1991 – Kommissarie Morse (TV-serie)
- 1993 – Lovejoy (TV-serie)
- 1993 – The Casebook of Sherlock Holmes (TV-serie)
- 1993 – Indiana Jones äventyr (TV-serie)
- 1993 – The Mystery of Edwin Drood
- 1993–2009 – Tillbaka till Aidensfield (TV-serie)
- 1994 – Den oändliga historien 3 - Flykten från Fantásien
- 1995 – Cold Comfort Farm (TV-serie)
- 1995 – Cold Comfort Farm (TV-film)
- 1996 – The Bill (TV-serie)
- 1997 – Ett fall för Dalziel & Pascoe (TV-serie)
- 2000 – David Copperfield (TV-film)
- 2002 – Greven av Monte Cristo
- 2004 – Morden i Midsomer (TV-serie)
- 2005–2018 – Hem till gården (TV-serie)